# Лицей № 180 (Нижний Новгород)
Лицей № 180 — муниципальное общеобразовательное учреждение в Нижнем Новгороде. Расположен в Ленинском районе.

## Сотрудничество с ВУЗами
Лицей № 180 — базовая школа Нижегородского технического университета и Мининского университета. Входит в состав Университетского округа при Высшей школе экономики. Лицей сотрудничает с Центром развития лингвистических способностей учащихся Нижнего Новгорода.

## История
Образован в 1981 году как школа физико-математического профиля. Первым директором стал Калинин Аркадий Тихонович (ранее — учитель физики школы № 60).
Лицеем школа № 180 стала в начале 2007 года, вскоре после 25-летнего юбилея.
С осени 2009 года при лицее работает дискуссионный молодёжный клуб «Трибуна мнений», созданный по инициативе председателя городской думы Ивана Карнилина и при поддержке управления образования Ленинского района. В 2010 году по результатам ЕГЭ он занял седьмое место по Нижнему Новгороду.
В 2013 году на мини-стадионе лицея № 180 состоялось открытие Школьной хоккейной лиги города Нижнего Новгорода.

## Награды
- штандартом губернатора Нижегородской области «за особые успехи в работе с одарёнными детьми»;
- штандартом мэра по итогам конкурса на звание «Лучшая школа города Нижнего Новгорода 2005 г.»[6];
- памятный знак «Лучшая школа города Нижнего Новгорода в 2008/2009 учебном году»;
- свидетельство «Самая интеллектуальная школа-2010» за наивысшие результаты по итогам районной олимпиады и районной конференции НОУ.

## Интересные факты
- Хор учеников лицея № 180[7] участвовал в записи песен «Мир — а не война» и «Ради чего», вошедших в альбом «13» нижегородской рок-группы «Элизиум»[8].